# Ter Borg & Mensinga

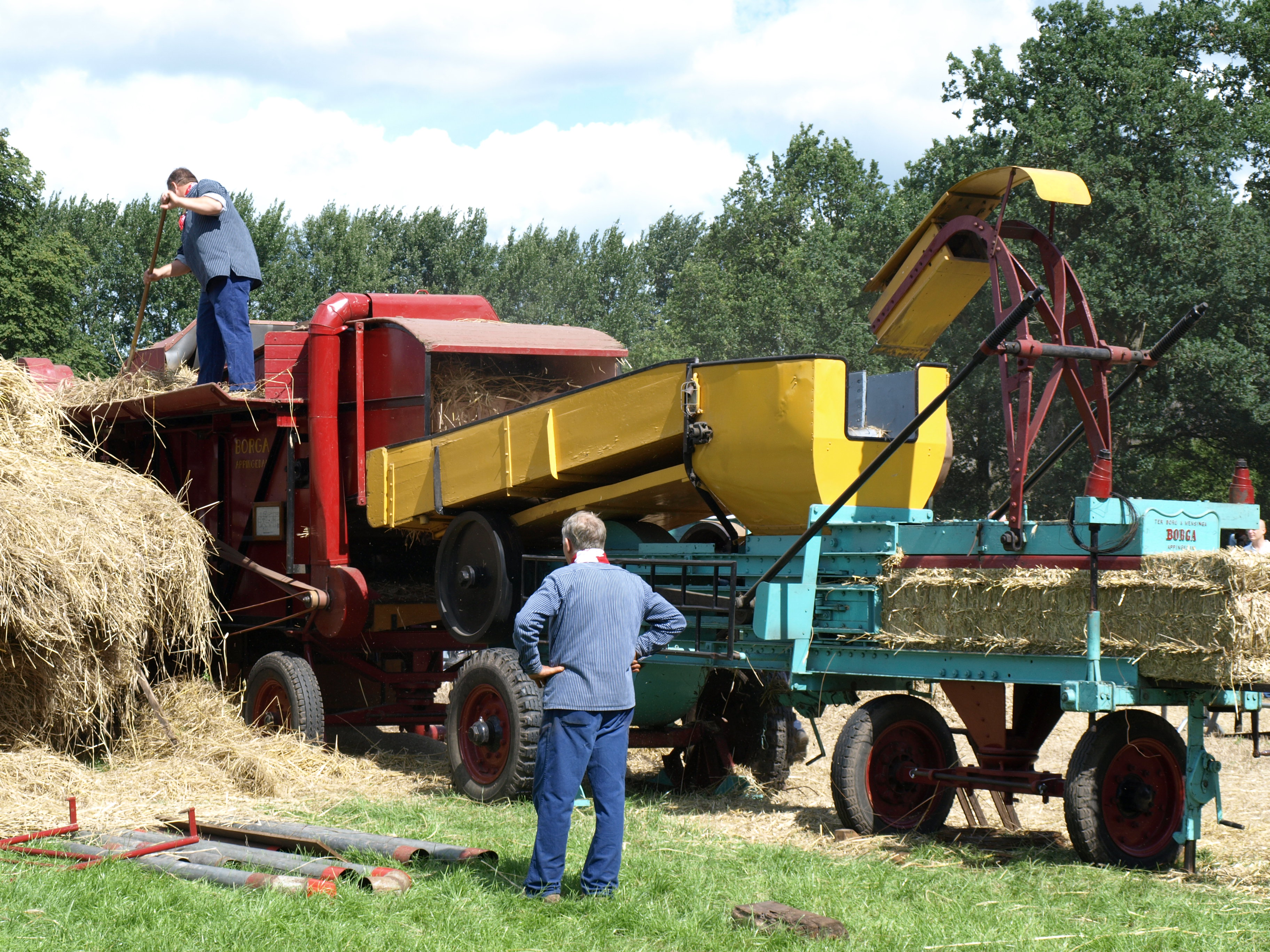
Dorsmachine en een carterpers van Borga

Ter Borg & Mensinga is een voormalige machinefabriek in Appingedam, die onder deze naam van 1894 tot 1980 bestond en voornamelijk landbouwwerktuigen produceerde. Voor de diverse producten hanteerde men de merknaam Borga.

## Geschiedenis
De Machinefabriek Ter Borg & Mensinga startte in 1894 met de overname van de ijzersmederij A.E. Stijkel in Appingedam. In 1917 werd de onderneming een naamloze vennootschap en begon vervolgens internationaal activiteiten te ontplooien. Tot in de jaren 1960 wist het bedrijf nationaal en internationaal goede zaken te blijven doen op basis van een steeds verder uitgebouwd eigen assortiment aan landbouwwerktuigen.

### Ontstaan
Aaldrik Eildert Stijkel richtte in 1871 een ijzersmederij op, tegelijk met de aanleg van het Eemskanaal (1866-1876). Stijkel legde zich toe op de bouw van ijzeren kanaalbruggen en ander constructiewerk dat hij na verloop van tijd alom in den lande leverde.Na een doorstart als gevolg van een faillissement in 1888 zette hij in 1891 zijn werkplaats om in een stoomsmederij In 1894 deed Stijkel zijn machinesmederij aan de metaalarbeiders J. ter Borg en A. Mensinga over. Ter Borg uit Hoogezand en Mensinga uit Eenrum kenden elkaar van hun werk op een grote machinesmederij in Groningen, een oom van Mensinga bracht hen in contact met Stijkel. Bij de overname telde de smederij en een kleine werkplaats vijf man personeel. De eerste jaren richtten ze zich voornamelijk op de bouw van bruggen en sluizen, waarvoor nog voldoende opdrachten binnenkwamen. Hiernaast hielden ze zich bezig met het onderhoud van bestaande dorsmachines en andere apparatuur. In 1897 fabriceerden ze hun eerste eigen stropers, die hooi en stro tot balen kon verwerken.

### Productontwikkeling begin 20e eeuw
Rond de eeuwwisseling ging Ter Borg & Mensinga zich richten op ontwerp en fabricage van door stoom aangedreven stro- en hooipersen voor de landbouwsector. Het eerste exemplaar werd verkocht aan een dorsvereniging in Tjuchem in 1901. Bij de presentatie van hun werk op een tentoonstelling uit 1899 raakten ze geïnspireerd door een nieuwe stropers van Amerikaanse makelij, die ze naar eigen inzichten ook zelf gingen produceren. Op basis van dezelfde technologie ontwikkelde ze ook een steenpersmachine, die aftrek weg vond bij de vele steenfabrieken in de omtrek. In 1906 telde het bedrijf 30 werklieden.
In 1908 presenteerde het bedrijf zich als een stoomsmederij, met als voornaamste producten de stoomstropersen: stropers, hooipers, en steenpersmachine. Hiertoe had het bedrijf een grote draaierij met een bankwerkafdeling ingericht. Door dit succes van de machinefabriek en de nabij gelegen Appingedammer Bronsmotorenfabriek en strokartonfabriek De Eendracht werd de industrie steeds belangrijker voor de stad. Ter Borg & Mensinga werd een van de grootste werkgevers van Appingedam.

### Expansie
Rond 1910 ging het bedrijf zich richten op de ontwikkeling van steeds betere en modernere persen voor hooi, stro, steen en ook houtwol en karton. De stropersen vonden ook internationaal afzet, onder meer in Latijns-Amerika. Naast machines voor de landbouw en steenindustrie gingen ze ook  leveren aan de strokartonindustrie, leerlooierijen en inrichtingen voor watergemalen. Verder werd een reparatiehelling aan het bedrijf verbonden. In de Eerste Wereldoorlog ontwikkelde ze een speciale rietbladpers speciaal voor het toenmalige Nederlands-Indië, waarnaar grote vraag ontstond. In die periode werd hierdoor het bedrijf uitgebreid met een nieuwe fabriekshal, een smederij, magazijnen en kantoren. In de jaren 1920 ging het bedrijf zich ook richten op de productie van schroefpompen voor de scheepvaart en waterpompen voor onder andere de brandweer. Zo leverde Borga in 1924 de eerste brandweerauto van Heerde opgebouwd op een T-Ford, voorzien van een 20 pk benzinemotor. De opbouw van het brandweergedeelte met spuiten, slangen, pomp en toebehoren waren eigen fabricaat. In 1925 schafte de gemeente Capelle een Borga motorbrandspuit aan. 
In de bedrijfsvoering traden de twee oprichters in 1926 terug. Van hun opvolgers, F.D. ter Borg jr. (1897-1961) en C. Houttuin, bleef de eerstgenoemde tot aan zijn dood he bedrijf leiden, Houttuin werd in 1932 opgevolgd door Jan Bonga. In 1928 kwam de oprichter J. ter Borg te overlijden.

### Landbouwmachines sinds jaren 1930

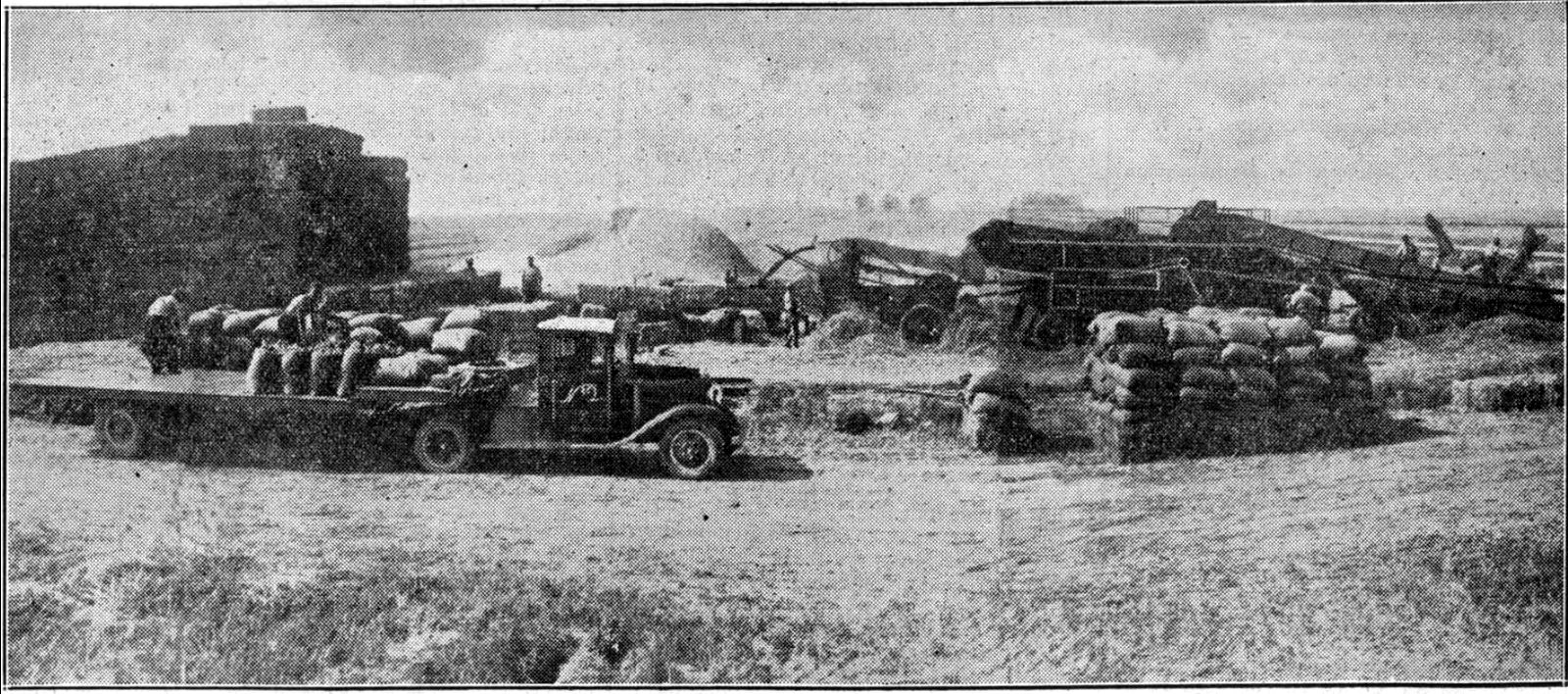
Graandors-campagne staatsbedrijven in de Wieringermeerpolder, 1934

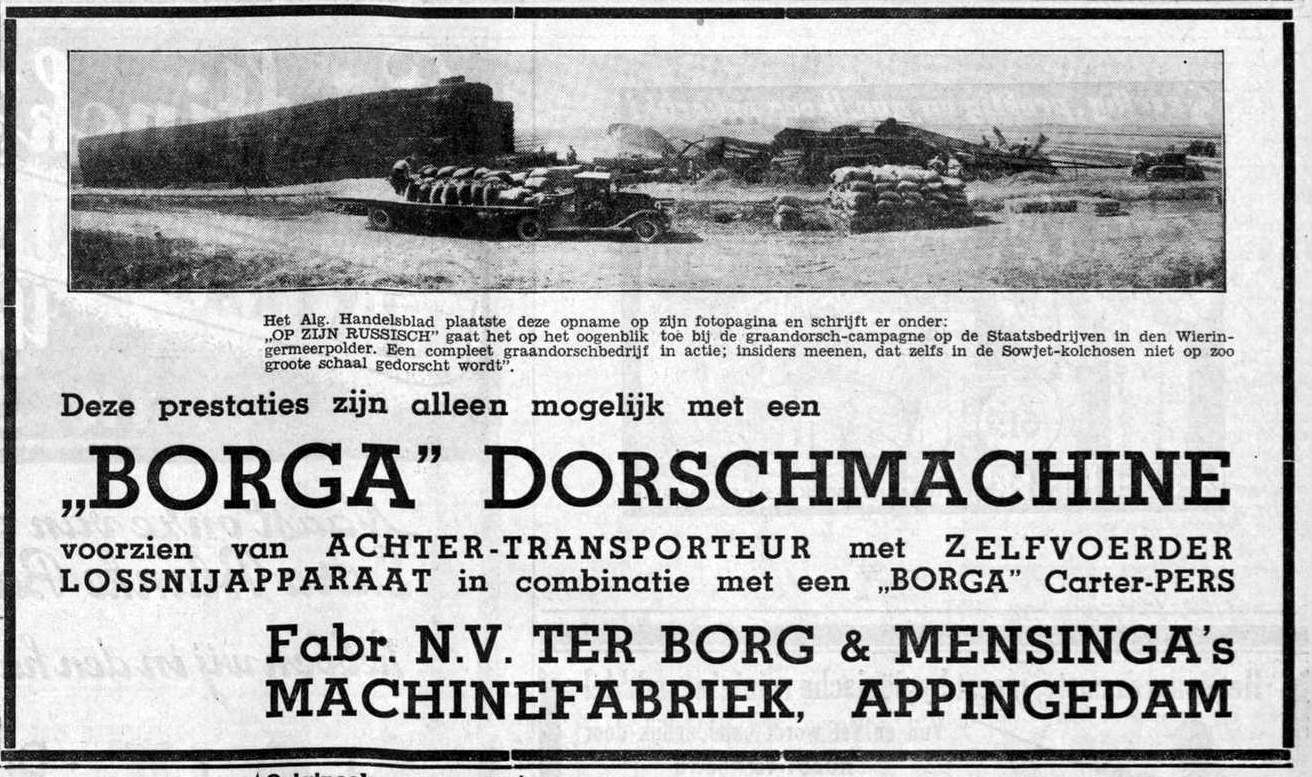
Advertentie voor Borga Dorschmachine, 1934 met zelfde foto

Onder het bewind van Ter Borg jr. en Bonga werd verder ingezet op de ontwikkeling van landbouwwerktuigen. Zo werden locomobielen als aandrijving voor dorsgarnituren ingevoerd. De handelsnaam Borga werd gelanceerd, als eerste bij de pompendivisie. In de jaren 1930 werden er in eerste instantie dorsmachines geïmporteerd vanuit Engeland, maar deze voldeden niet. Na ze enige tijd te hebben omgebouwd, startte Ter Borg en Mensinga met het zelf fabriceren van dorsmachines onder de naam Borga.
De stalen dorsmachine werd in 1932 geïntroduceerd. Uitgevoerd in felrode kleuren werd deze in het gehele land bekend. Dit was het begin van een reeks nieuwe landbouwwerktuigen. Zo werden er nieuwere stropersen ontwikkeld, aardappelrooimachines, en later de gecombineerde maaidorsmachines, bonenplukmachine, opraappers en doperwtenstroverdeler. Enkele van deze ontwikkelingen waren geïnitieerd door derden. Zo had de directie van de Wieringermeerpolder Ter Borg & Mensinga om een eigen product verzocht. Een aardappelrooimachine was ontwikkeld in opdracht van aardappelmeelfabrieken in de Groninger Veenkoloniën. Vlak voor het uitbreken van de Tweede Wereldoorlog werkten er zo'n 100 man in het bedrijf.

### Innovaties sinds de jaren 1950
In de jaren 1930 waren in de Nederlandse landbouw de grote loondorsmachines ingevoerd, die geproduceerd werden door met name Borga en Lanz. In de jaren 1940 was het bedrijf begonnen met machines voor het machinaal rooien. En in de jaren 1950 begon het bedrijf met de productie van een trailerdorsmachine, die vooral voor het dorsen van rijst was bedoeld, maar door een speciale voorziening ook andere graansoorten kon dorsen, en ook met de productie van de door Jan Bonga ontworpen Borga-bonenoogstmachine. In de jaren 1960 kwamen er grote afzetmogelijkheden voor de Borga-bonenoogstmachine. De export breidde zich uit van West-Duitsland naar Zwitserland, de Scandinavische landen, en nog later naar de Oostbloklanden, België, Australië, Zuid-Afrika, de Verenigde Staten en Canada. Voor de trailer-dorsmachine ontstond interesse vanuit enige ontwikkelingslanden, uit Saoedi-Arabië, en Suriname.
In 1964 opende het bedrijf een tweede vestiging in Leek voor de productie van de bonenoogstmachines. Meer ontwikkelingsopdrachten volgden, bijvoorbeeld in 1967 voor de ontwikkeling van een bietenrooimachines. Het oplopende tekort aan arbeidskrachten vroeg om verdergaande mechanisatie. Hierbij werd voor het bonenplukken de bunkermachine uitgevonden, waar de bonen niet langer in zakken werden verpakt, maar gestort in een bunker van zo'n 900 kg. Vanaf 1967 werd ook proefgedraaid met een machine die twee rijen bonen tegelijk zou kunnen plukken. De nieuwe innovaties leidde tot enige patenten tot in Canada en de Verenigde Staten. Het aanvankelijke succes werd in de jaren 1970 niet gecontinueerd. De laatste bonenoogstmachines waren geen succes meer.

### Verhuizing en faillissement
Eind jaren 1970 verhuisde Ter Borg & Mensinga op aandringen van de gemeente Appingedam vanuit de Wijkstraat in het centrum naar een bedrijventerrein aan de rand van de bebouwde kom. De hiermee gepaard gaande investeringen bleken te hoog te zijn voor het bedrijf, waarvan de winstgevendheid door buitenlandse concurrentie toch al onder druk was komen te staan. In 1980, anderhalf jaar na de verhuizing, stierf Ter Borg & Mensinga een stille dood. Nadat het faillissement was uitgesproken, verdween het merk Borga uit de markt. De fabriekshal van Ter Borg & Mensinga werd – eveneens op gemeentelijk aandringen – overgenomen door de ook uit de Wijkstraat afkomstige trailerfabriek DAM, die vervolgens hetzelfde lot onderging en in 1983 failliet ging.
De gemeente Appingedam wilde de oude smederij van Ter Borg & Mensinga aan de Wijkstraat als industrieel monument behouden, maar de gemeenteraad besliste anders en koos voor woningbouw op die plek. In de zomer van 1980 werd de smederij gesloopt.